# Civil Defiance
Civil Defiance ist eine US-amerikanische Progressive-Metal-Band aus Los Angeles, Kalifornien, die im Jahr 1989 gegründet wurde.

## Geschichte
Die Band wurde im Jahr 1989 gegründet. Zusammen entwickelten sie die ersten Lieder, woraus im Jahr 1991 die EP Abstract Reaction entstand. Dadurch erhöhte die Band ihre Aufmerksamkeit, besonders in Deutschland. Trotzdem konnte die Band keinen Vertrag mit einem Label erreichen, sodass sie ihr Debütalbum The Fishers for Souls in Eigenregie aufnahmen. Das Album erschien im Sommer 1996 bei ihrem eigenen Label Blood Orange Records. Kurz danach verließen die Brüder Mike (Schlagzeug) und Jenk Kent (Bass), sowie Gitarrist Mike Kinney die Band, sodass Gerry Nestler (Gesang, E-Gitarre, Piano) das einzige Mitglied war. Das Album erhielt erneut großes Aufmerksamkeit in Deutschland, sodass Reviews im Rock Hard und Heavy, Oder Was!? erschienen. Dadurch erreichte die Band einen Distributionsvertrag mit Dream Circle Records für das Album.
Im Frühling 1997 ging die Band auf Europatournee zusammen mit Psychotic Waltz. Die Gruppe bestand nun aus Gerry Nestler, Schlagzeuger Gabe Trevizo, Gitarrist John Lisi und Bassist Juan Perez. Da Trevizo kurz danach ausstieg und die Band wieder ohne Label war, widmeten sich Gerry Nestler und Juan Perez einem anderen Projekt namens Philm (später auch Kkleq Muzzil), in dem auch Dave Lombardo tätig war.
Dann wurde Andy Siry, Mitarbeiter bei Nuclear Blast, auf Civil Defiance aufmerksam, sodass er die Band bei seinem Label Grind Syndicate Media. Bei diesem Label erschien im Jahr 1999 das Album Circus of Fear.

## Stil
Die Band spielt Progressive Metal, der auf Einflüsse aus verschiedenen Genres zurückreicht. Klanglich werden dabei Vergleiche mit Bands wie Watchtower und Anacrusis gezogen.

## Diskografie
- 1991: Abstract Reaction (EP, Blood Orane Records)
- 1996: The Fishers for Souls (Album, Dream Circle Records)
- 1999: Circus of Fear (Album, Grind Syndicate Media)